# Bitwa pod Mohaczem

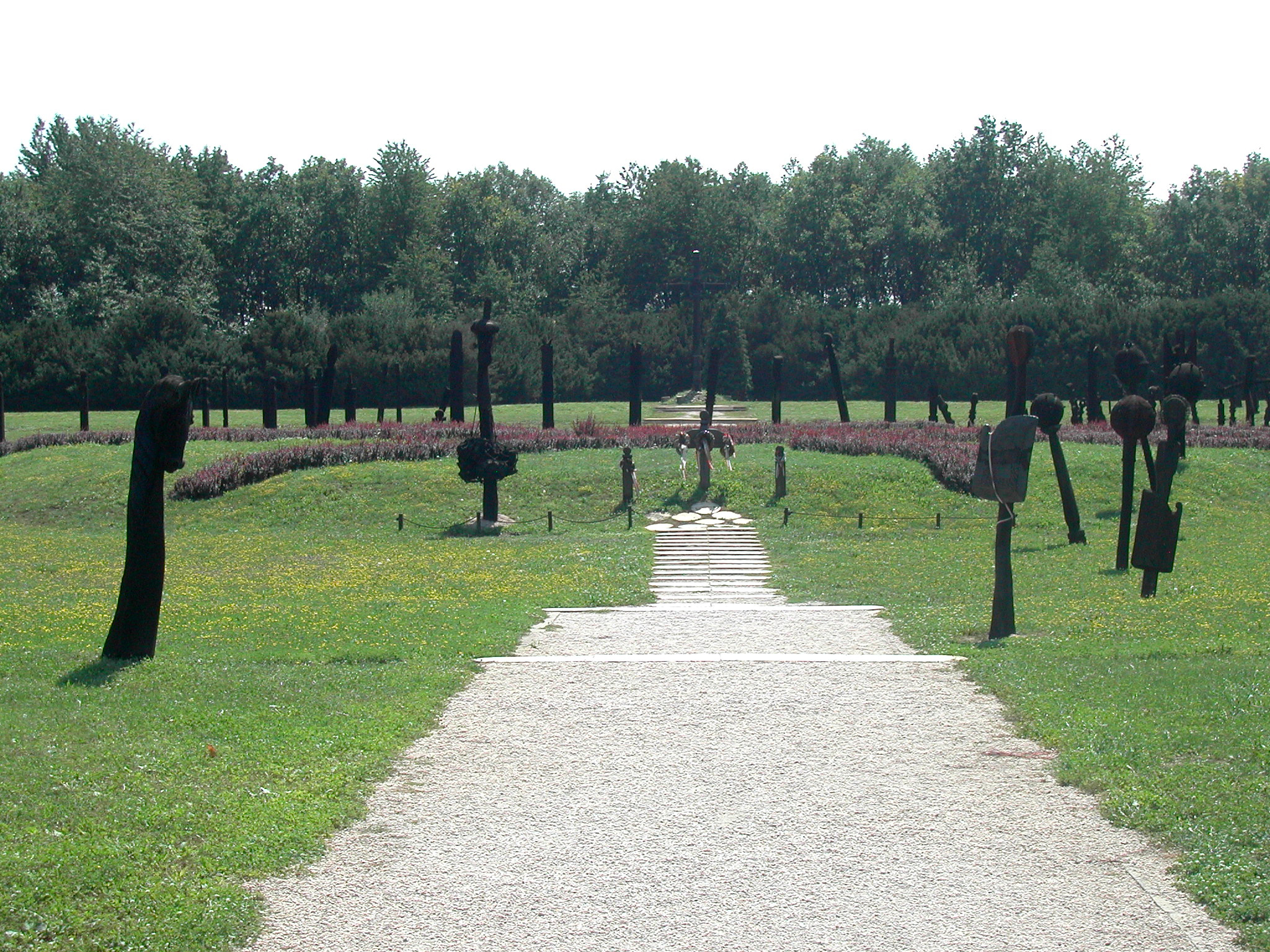
Mohacz – pomnik na polu bitwy

Bitwa pod Mohaczem – bitwa stoczona 29 sierpnia 1526 roku, w której wojska węgierskie dowodzone przez króla Ludwika Jagiellończyka zostały rozgromione przez armię osmańską pod dowództwem sułtana Sulejmana Wspaniałego. 

## Tło historyczne
W roku 1521 Turcy zdobyli Belgrad, kluczową twierdzę broniącą drogi na północ. W roku następnym Sulejman zajął Rodos, wyspę będącą do tej pory w posiadaniu joannitów, zabezpieczając sobie w ten sposób tyły, po czym Turcy skierowali się na północny zachód, zagrażając ziemiom chrześcijańskim.
Kolejna kampania rozpoczęła się w 1526 roku i była wymierzona przeciwko Węgrom. Sulejman zażądał wysokiego trybutu, a kiedy Węgrzy odrzucili żądania, sułtan na czele swojej armii w kwietniu skierował się na północ. W obliczu inwazji Węgry pozostawione zostały przez Habsburgów własnemu losowi. Pomocy udzieliła natomiast Polska, król Zygmunt I Stary przysłał wsparcie 1500 zbrojnych pod dowództwem rycerza Lenarta Gnoińskiego herbu Warnia. 
Król Ludwik II Jagiellończyk zmuszony był samotnie stawić czoła potędze osmańskiej. Ponaglony szybkim marszem wojsk Sulejmana, nie czekając na posiłki z Chorwacji i Siedmiogrodu (5 tysięcy Krsta Frankopana i 8 tysięcy Jana Zápolyi), wyruszył z Budy na spotkanie przeciwnika.

## Siły przeciwników
Wojska tureckie liczyły ok. 80 tysięcy żołnierzy (w tym 35 tysięcy jazdy i 15 tysięcy janczarów) i 300 dział. Liczebność armii węgierskiej szacowano na 25 tysięcy (w tym 12 tysięcy jazdy) i 20 dział.

## Bitwa
Pod Mohaczem, gdzie wojska się spotkały, Węgrzy początkowo zamierzali zająć pozycje obronne, tworząc tabor. W obliczu skrajnej przewagi przeciwnika zwolennikiem wydania bitwy obronnej w oparciu o obóz był również dowódca polskich posiłków Lenart Gnoiński. Na żądanie szlachty węgierskiej zdecydowano się jednak przypuścić atak. Ciężkozbrojnej jeździe węgierskiej dość łatwo udało się przebić przez linie wojsk tureckich. Następnie Węgrzy ruszyli w kierunku tureckiego taboru, bronionego przez janczarów i naszpikowanego licznymi, pospinanymi łańcuchami, działami.
Ostrzał turecki zabił wielu Węgrów; w ich szeregach wybuchła panika. Wielu żołnierzy zginęło podczas ucieczki, liczni utonęli w rzece – wśród nich król Ludwik II. W bitwie oprócz 12 tysięcy rycerzy węgierskich udział wzięło także 1600 ochotników – polskich rycerzy dowodzonych przez kapitana Lenarta Gnoińskiego – co upamiętnia poświęcony im pomnik. Straty po stronie chrześcijańskiej wyniosły 15 tysięcy zabitych (rannych i jeńców Turcy ścinali), w tym siedmiu biskupów i 500 możnych.

## Konsekwencje
Przedwczesna śmierć 20-letniego króla spowodowała, że wkrótce ziemie Czech i północno-zachodnich Węgier dostały się pod panowanie Habsburgów. Datę klęski uznaje się także za symboliczny koniec potęgi dynastii Jagiellonów. Zgromadzenia szlacheckie wybrały Jana Zápolyę na króla, mimo że w wyniku układów Jagiellonów z Habsburgami korona przeszła na Ferdynanda I. W 1528 roku Jan Zápolya uznał się za lennika Osmanów i zwrócił się do sułtana o pomoc, a w rok później Turcy zdobyli Budę i ogłosili go władcą. Wybuchła turecko-austriacka wojna o władzę na Węgrzech (w 1529 roku Turcy stanęli po raz pierwszy pod Wiedniem); ostatecznie w roku 1538 zawarto układ w Wielkim Waradynie. Przewidywał on sukcesję Habsburgów po śmierci Jana Zápolyi, jednak szlachta węgierska złamała umowę i 1540 roku wybrała na następcę Jana jego syna, Jana II Zygmunta. Wywołało to najazd austriacki, po nim zaś kontratak turecki, który zakończył się wyparciem wojsk cesarskich spod murów Budy i podziałem Węgier dokonanym przez sułtana.
W roku 1541 ziemie węgierskie podzielono na trzy części. Środek kraju z Budą i Pesztem stały się prowincją turecką. Na wschodzie, pod rządami Jana II Zápolyi powstało zależne od Osmanów księstwo zwane Siedmiogrodem, a zachodnia część z dzisiejszą Słowenią i Chorwacją rządzona była przez habsburskich królów węgierskich. Przez następne lata stale dochodziło do walk na granicach. Turcy panowali na zdobytych ziemiach przez 158 lat, aż do pokoju w Karłowicach.